# Leichtathletik-Halleneuropameisterschaften 2019
| Medaillenspiegel (Endstand nach 26 Entscheidungen) | Medaillenspiegel (Endstand nach 26 Entscheidungen) | Medaillenspiegel (Endstand nach 26 Entscheidungen) | Medaillenspiegel (Endstand nach 26 Entscheidungen) | Medaillenspiegel (Endstand nach 26 Entscheidungen) | Medaillenspiegel (Endstand nach 26 Entscheidungen) |
| Platz                                              | Nation                                             | Gold                                               | Silber                                             | Bronze                                             | Gesamt                                             |
| -------------------------------------------------- | -------------------------------------------------- | -------------------------------------------------- | -------------------------------------------------- | -------------------------------------------------- | -------------------------------------------------- |
| 01                                                 | Polen                                              | 5                                                  | 2                                                  | 0                                                  | 7                                                  |
| 02                                                 | Großbritannien & NI                                | 4                                                  | 6                                                  | 2                                                  | 12                                                 |
| 03                                                 | Spanien                                            | 3                                                  | 2                                                  | 1                                                  | 6                                                  |
| 04                                                 | Norwegen                                           | 2                                                  | 1                                                  | 1                                                  | 4                                                  |
| 0–                                                 | Authorised Neutral Athletes                        | 2                                                  | 0                                                  | 1                                                  | 3                                                  |
| 05                                                 | Griechenland                                       | 1                                                  | 2                                                  | 1                                                  | 4                                                  |
| 06                                                 | Niederlande                                        | 1                                                  | 1                                                  | 3                                                  | 5                                                  |
| 07                                                 | Belgien                                            | 1                                                  | 1                                                  | 0                                                  | 2                                                  |
| 08                                                 | Italien                                            | 1                                                  | 0                                                  | 1                                                  | 2                                                  |
| 08                                                 | Serbien                                            | 1                                                  | 0                                                  | 1                                                  | 2                                                  |
| 010                                                | Aserbaidschan                                      | 1                                                  | 0                                                  | 0                                                  | 1                                                  |
| 010                                                | Bulgarien                                          | 1                                                  | 0                                                  | 0                                                  | 1                                                  |
| 010                                                | Schweiz                                            | 1                                                  | 0                                                  | 0                                                  | 1                                                  |
| 010                                                | Slowakei                                           | 1                                                  | 0                                                  | 0                                                  | 1                                                  |
| 010                                                | Zypern                                             | 1                                                  | 0                                                  | 0                                                  | 1                                                  |
| 015                                                | Deutschland                                        | 0                                                  | 4                                                  | 1                                                  | 5                                                  |
| …                                                  |                                                    |                                                    |                                                    |                                                    |                                                    |
| Total                                              | Total                                              | 26                                                 | 27                                                 | 25                                                 | 78                                                 |
| Vollständiger Medaillenspiegel                     |                                                    |                                                    |                                                    |                                                    |                                                    |

Die 35. Leichtathletik-Halleneuropameisterschaften fanden vom 1. bis 3. März 2019 in der schottischen Stadt Glasgow, Vereinigtes Königreich, statt.
Am 23. April 2016 entschied sich der Europäische Leichtathletikverband (EAA) auf seinem Council Meeting in Amsterdam für Glasgow. Die Mitbewerber Apeldoorn (Niederlande), Minsk (Belarus) und Toruń (Polen) unterlagen, da Glasgow neun Stimmen, Toruń sechs und Apeldoorn eine Stimme erhielten.

## Teilnehmende Nationen
Insgesamt nahmen 582 Athletinnen und Athleten aus 46 Nationen und elf Sportler als Autorisierte neutrale Athleten teil. Gemeldet worden waren 637 Teilnehmer. Ursprünglich waren auch Sportler aus Albanien und dem Kosovo angekündigt, die aber nicht an den Start gingen.
| - Albanien (0) - Andorra (1) - Armenien (2) - Aserbaidschan (2) - Authorised Neutral Athletes (11) - Belgien (17) - Bosnien und Herzegowina (3) - Bulgarien (6) - Dänemark (6) - Deutschland (27) - Estland (4) | - Finnland (12) - Frankreich (45) - Georgien (1) - Gibraltar (2) - Griechenland (17) - Irland (15) - Island (2) - Israel (2) - Italien (24) - Kosovo (0) - Kroatien (5) - Lettland (10) - Litauen (9) | - Luxemburg (5) - Malta (2) - Moldau (1) - Montenegro (1) - Niederlande (15) - Nordmazedonien (1) - Norwegen (17) - Österreich (8) - Polen (31) - Portugal (13) - Rumänien (12) - San Marino (1) - Schweden (30) | - Schweiz (16) - Serbien (10) - Slowakei (9) - Slowenien (8) - Spanien (43) - Tschechien (21) - Türkei (15) - Ukraine (32) - Ungarn (13) - Vereinigtes Königreich (51) - Belarus (17) - Zypern (4) |

## Ergebnisse Frauen

### 60 m
| Platz | Athletin              | Land | Zeit (s) |
| ----- | --------------------- | ---- | -------- |
| 1     | Ewa Swoboda           | POL  | 7,09     |
| 2     | Dafne Schippers       | NED  | 7,14 SB  |
| 3     | Asha Philip           | GBR  | 7,15     |
| 4     | Kristal Awuah         | GBR  | 7,15 PB  |
| 5     | Mujinga Kambundji     | SUI  | 7,16     |
| 6     | Maja Mihalinec        | SLO  | 7,21 PB  |
| 7     | Kryszina Zimanouskaja | BLR  | 7,26     |
| 8     | Ajla Del Ponte        | SUI  | 7,30     |

### 400 m
| Platz | Athletin               | Land | Zeit (s) |
| ----- | ---------------------- | ---- | -------- |
| 1     | Léa Sprunger           | SUI  | 51,61 WL |
| 2     | Cynthia Bolingo Mbongo | BEL  | 51,62 NR |
| 3     | Lisanne de Witte       | NED  | 52,34 PB |
| 4     | Agnė Šerkšnienė        | LTU  | 52,40    |
| 5     | Raphaela Lukudo        | ITA  | 52,48 PB |
| 6     | Justyna Święty-Ersetic | POL  | 52,64    |

### 800 m
| Platz | Athletin              | Land | Zeit (min) |
| ----- | --------------------- | ---- | ---------- |
| 1     | Shelayna Oskan-Clarke | GBR  | 2:02,58    |
| 2     | Rénelle Lamote        | FRA  | 2:03,00    |
| 3     | Olha Ljachowa         | UKR  | 2:03,24    |
| 4     | Renée Eykens          | BEL  | 2:03,32    |
| 5     | Mari Smith            | GBR  | 2:03,45    |
| 6     | Esther Guerrero       | ESP  | 2:04,07    |

### 1500 m
| Platz | Athletin              | Land | Zeit (min) |
| ----- | --------------------- | ---- | ---------- |
| 1     | Laura Muir            | GBR  | 4:05,92    |
| 2     | Sofia Ennaoui         | POL  | 4:09,30    |
| 3     | Ciara Mageean         | IRL  | 4:09,43    |
| 4     | Kazjaryna Karnjajenka | BLR  | 4:11,59    |
| 5     | Darja Baryssewitsch   | BLR  | 4:11,92    |
| 6     | Simona Vrzalová       | CZE  | 4:12,16    |
| 7     | Claudia Bobocea       | ROU  | 4:13,40    |
| 8     | Marta Pérez           | ESP  | 4:13,56    |

### 3000 m
| Platz | Athletin                  | Land | Zeit (min) |
| ----- | ------------------------- | ---- | ---------- |
| 1     | Laura Muir                | GBR  | 8:30,61 CR |
| 2     | Konstanze Klosterhalfen   | GER  | 8:34,06    |
| 3     | Melissa Courtney          | GBR  | 8:38,22 PB |
| 4     | Alina Reh                 | GER  | 8:39,45 PB |
| 5     | Karoline Bjerkeli Grøvdal | NOR  | 8:52,12    |
| 6     | Maureen Koster            | NED  | 8:56,22    |
| 7     | Eilish McColgan           | GBR  | 8:59,71    |
| 8     | Celia Antón               | ESP  | 9:00,57 PB |

### 60 m Hürden
| Platz | Athletin          | Land | Zeit (s) |
| ----- | ----------------- | ---- | -------- |
| 1     | Nadine Visser     | NED  | 7,87 EL  |
| 2     | Cindy Roleder     | GER  | 7,97     |
| 3     | Elwira Herman     | BLR  | 8,00     |
| 4     | Reetta Hurske     | FIN  | 8,02     |
| 5     | Gréta Kerekes     | HUN  | 8,03     |
| 6     | Nooralotta Neziri | FIN  | 8,09     |
| 7     | Andrea Ivančević  | CRO  | 8,14     |

### 4 × 400 m Staffel
| Platz | Land                   | Athletin                                                                             | Zeit (min) |
| ----- | ---------------------- | ------------------------------------------------------------------------------------ | ---------- |
| 1     | Polen                  | Anna Kiełbasińska Iga Baumgart-Witan Małgorzata Hołub-Kowalik Justyna Święty-Ersetic | 3:28,77    |
| 2     | Vereinigtes Königreich | Laviai Nielsen Zoey Clark Amber Anning Eilidh Doyle                                  | 3:29,55    |
| 3     | Italien                | Raphaela Lukudo Ayomide Folorunso Chiara Bazzoni Marta Milani                        | 3:31,90    |
| 4     | Frankreich             | Déborah Sananes Amandine Brossier Kalyl Amaro Agnès Raharolahy                       | 3:32,12    |
| 5     | Belgien                | Cynthia Bolingo Mbongo Hanne Claes Margo van Puyvelde Camille Laus                   | 3:32,46 NR |
| 6     | Schweiz                | Cornelia Halbheer Léa Sprunger Fanette Humair Yasmin Giger                           | 3:33,72    |

### Hochsprung
| Platz | Athletin              | Land | Höhe (m) |
| ----- | --------------------- | ---- | -------- |
| 1     | Marija Lassizkene     | ANA  | 2,01 EL  |
| 2     | Julija Lewtschenko    | UKR  | 1,99     |
| 3     | Airinė Palšytė        | LTU  | 1,97     |
| 4     | Kateryna Tabaschnyk   | UKR  | 1,97     |
| 5     | Iryna Heraschtschenko | UKR  | 1,94     |
| 6     | Michaela Hrubá        | CZE  | 1,94 SB  |
| 7     | Erika Kinsey          | SWE  | 1,91     |
| 7     | Imke Onnen            | GER  | 1,91     |

### Stabhochsprung
| Platz | Athletin               | Land | Höhe (m) |
| ----- | ---------------------- | ---- | -------- |
| 1     | Anschelika Sidorowa    | ANA  | 4,85     |
| 2     | Holly Bradshaw         | GBR  | 4,75     |
| 3     | Nikoleta Kyriakopoulou | GRE  | 4,65     |
| 4     | Angelica Moser         | SUI  | 4,65 PB  |
| 4     | Ekaterini Stefanidi    | GRE  | 4,65     |
| 6     | Iryna Schuk            | BLR  | 4,65 =NR |
| 7     | Ninon Guillon-Romarin  | FRA  | 4,65     |
| 8     | Michaela Meijer        | SWE  | 4,45     |

### Weitsprung
| Platz | Athletin                      | Land | Weite (m) |
| ----- | ----------------------------- | ---- | --------- |
| 1     | Ivana Španović                | SRB  | 6,99 =WL  |
| 2     | Nastassja Mirontschyk-Iwanowa | BLR  | 6,93 PB   |
| 3     | Maryna Bech-Romantschuk       | UKR  | 6,84      |
| 4     | Malaika Mihambo               | GER  | 6,83      |
| 5     | Alina Rotaru                  | ROU  | 6,64      |
| 6     | Tania Vicenzino               | ITA  | 6,58      |
| 7     | Abigail Irozuru               | GBR  | 6,50      |
| 8     | Florentina Iușco              | ROU  | 6,49      |

### Dreisprung
| Platz | Athletin               | Land | Weite (m)   |
| ----- | ---------------------- | ---- | ----------- |
| 1     | Ana Peleteiro          | ESP  | 14,73 EL NR |
| 2     | Paraskevi Papachristou | GRE  | 14,50 PB    |
| 3     | Olha Saladucha         | UKR  | 14,47 SB    |
| 4     | Patrícia Mamona        | POR  | 14,43       |
| 5     | Susana Costa           | POR  | 14,43 PB    |
| 6     | Kristiina Mäkelä       | FIN  | 14,29       |
| 7     | Rouguy Diallo          | FRA  | 14,18       |
| -     | Anna Krassuzka         | UKR  | DQ          |

Die zunächst achtplatzierte Ukrainerin Anna Krassuzka wurde 2021 nachträglich wegen Dopings disqualifiziert.

### Kugelstoßen
| Platz | Athletin             | Land | Weite (m) |
| ----- | -------------------- | ---- | --------- |
| 1     | Radoslawa Mawrodiewa | BUL  | 19,12 PB  |
| 2     | Christina Schwanitz  | GER  | 19,11     |
| 3     | Anita Márton         | HUN  | 19,00 SB  |
| 4     | Aljona Dubizkaja     | BLR  | 18,71     |
| 5     | Klaudia Kardasz      | POL  | 18,23     |
| 6     | Fanny Roos           | SWE  | 18,21     |
| 7     | Sara Gambetta        | GER  | 17,60     |
| 8     | Alina Kenzel         | GER  | 17,55     |

### Fünfkampf
| Platz | Athletin                  | Land | Punkte   |
| ----- | ------------------------- | ---- | -------- |
| 1     | Katarina Johnson-Thompson | GBR  | 4983 WL  |
| 2     | Niamh Emerson             | GBR  | 4731 PB  |
| 3     | Solène Ndama              | FRA  | 4723 =NR |
| 4     | Ivona Dadic               | AUT  | 4702     |
| 5     | Laura Ikauniece           | LAT  | 4702 NR  |
| 6     | Verena Preiner            | AUT  | 4637 PB  |
| 7     | Xénia Krizsán             | HUN  | 4608 SB  |
| 8     | Hanne Maudens             | BEL  | 4440     |

## Ergebnisse Männer

### 60 m
| Platz | Athlet             | Land | Zeit (s) |
| ----- | ------------------ | ---- | -------- |
| 1     | Ján Volko          | SVK  | 6,60     |
| 2     | Emre Zafer Barnes  | TUR  | 6,61     |
| 3     | Joris van Gool     | NED  | 6,62     |
| 4     | Richard Kilty      | GBR  | 6,66     |
| 5     | Konstantinos Zikos | GRE  | 6,67     |
| 6     | Amaury Golitin     | FRA  | 6,67     |
| 7     | Ojie Edoburun      | GBR  | 6,67     |
| 8     | Kevin Kranz        | GER  | 6,73     |

### 400 m
| Platz | Athlet          | Land | Zeit (s)  |
| ----- | --------------- | ---- | --------- |
| 1     | Karsten Warholm | NOR  | 45,05 =ER |
| 2     | Óscar Husillos  | ESP  | 45,66 NR  |
| 3     | Tony van Diepen | NED  | 46,13 NR  |
| 4     | Luka Janežič    | SLO  | 46,15     |
| 5     | Fabrisio Saïdy  | FRA  | 46,80     |
| 6     | Lucas Búa       | ESP  | 46,92     |

### 800 m
| Platz | Athlet           | Land | Zeit (min) |
| ----- | ---------------- | ---- | ---------- |
| 1     | Álvaro de Arriba | ESP  | 1:46,83    |
| 2     | Jamie Webb       | GBR  | 1:47,13 PB |
| 3     | Mark English     | IRL  | 1:47,39    |
| 4     | Mariano García   | ESP  | 1:47,58 PB |
| 5     | Andreas Bube     | DEN  | 1:47,67    |
| 6     | Amel Tuka        | BIH  | 1:47,91    |
| 7     | Andreas Kramer   | SWE  | 1:48,06    |

### 1500 m
| Platz | Athlet             | Land | Zeit (min) |
| ----- | ------------------ | ---- | ---------- |
| 1     | Marcin Lewandowski | POL  | 3:42,85    |
| 2     | Jakob Ingebrigtsen | NOR  | 3:43,23    |
| 3     | Jesús Gómez        | ESP  | 3:44,39    |
| 4     | Filip Sasínek      | CZE  | 3:45,27    |
| 5     | Simon Denissel     | FRA  | 3:45,50    |
| 6     | Marius Probst      | GER  | 3:45,76    |
| 7     | Karl Bebendorf     | GER  | 3:46,88    |
| 8     | Robbie Fitzgibbon  | GBR  | 3:47,08    |
| –     | Neil Gourley       | GBR  | DNS        |

### 3000 m
| Platz | Athlet              | Land | Zeit (min) |
| ----- | ------------------- | ---- | ---------- |
| 1     | Jakob Ingebrigtsen  | NOR  | 7:56,15    |
| 2     | Chris O’Hare        | GBR  | 7:57,19    |
| 3     | Henrik Ingebrigtsen | NOR  | 7:57,19    |
| 4     | Djilali Bedrani     | FRA  | 7:58,40    |
| 5     | Jonas Leanderson    | SWE  | 7:59,16    |
| 6     | Amos Bartelsmeyer   | GER  | 7:59,62    |
| 7     | Jimmy Gressier      | FRA  | 8:00,89    |
| 8     | Sam Atkin           | GBR  | 8:01,43    |

### 60 m Hürden
| Platz | Athlet                  | Land | Zeit (s) |
| ----- | ----------------------- | ---- | -------- |
| 1     | Milan Traikovits        | CYP  | 7,60     |
| 2     | Pascal Martinot-Lagarde | FRA  | 7,61     |
| 3     | Aurel Manga             | FRA  | 7,63     |
| 4     | Orlando Ortega          | ESP  | 7,64     |
| 5     | Konstandinos Douvalidis | GRE  | 7,65 SB  |
| 6     | Andrew Pozzi            | GBR  | 7,68     |
| 7     | Wilhem Belocian         | FRA  | 7,68     |
| 8     | Elmo Lakka              | FIN  | 7,74     |

### 4 × 400 m Staffel
| Platz | Land                   | Athleten                                                       | Zeit (min) |
| ----- | ---------------------- | -------------------------------------------------------------- | ---------- |
| 1     | Belgien                | Julien Watrin Dylan Borlée Jonathan Borlée Kévin Borlée        | 3:06,27    |
| 2     | Spanien                | Óscar Husillos Manuel Guijarro Lucas Búa Bernat Erta           | 3:06,32 NR |
| 3     | Frankreich             | Mame-Ibra Anne Thomas Jordier Nicolas Courbière Fabrisio Saïdy | 3:07,71    |
| 4     | Polen                  | Dariusz Kowaluk Rafał Omelko Tymoteusz Zimny Damian Czykier    | 3:08,40    |
| 5     | Vereinigtes Königreich | Cameron Chalmers Joe Brier Thomas Somers Alex Haydock-Wilson   | 3:08,48    |
| 6     | Italien                | Giuseppe Leonardi Michele Tricca Brayan Lopez Vladimir Aceti   | 3:09,48    |

### Hochsprung
| Platz | Athlet                | Land | Höhe (m) |
| ----- | --------------------- | ---- | -------- |
| 1     | Gianmarco Tamberi     | ITA  | 2,32 =EL |
| 2     | Konstandinos Baniotis | GRE  | 2,26     |
| 2     | Andrij Prozenko       | UKR  | 2,26     |
| 4     | Chris Baker           | GBR  | 2,22     |
| 4     | Tichomir Iwanow       | BUL  | 2,22     |
| 6     | Sylwester Bednarek    | POL  | 2,22     |
| 7     | Falk Wendrich         | GER  | 2,18     |
| 8     | Mateusz Przybylko     | GER  | 2,18     |

### Stabhochsprung
| Platz | Athlet                  | Land | Höhe (m) |
| ----- | ----------------------- | ---- | -------- |
| 1     | Paweł Wojciechowski     | POL  | 5,90 PB  |
| 2     | Piotr Lisek             | POL  | 5,85     |
| 3     | Melker Svärd Jacobsson  | SWE  | 5,75     |
| 4     | Emmanouil Karalis       | GRE  | 5,65     |
| 4     | Claudio Stecchi         | ITA  | 5,65     |
| 6     | Sondre Guttormsen       | NOR  | 5,55     |
| 7     | Bo Kanda Lita Baehre    | GER  | 5,55     |
| 8     | Georgi Gorochow         | ANA  | 5,55     |
| –     | Konstandinos Filippidis | GRE  | NM       |

### Weitsprung
| Platz | Athlet               | Land | Weite (m) |
| ----- | -------------------- | ---- | --------- |
| 1     | Miltiadis Tendoglou  | GRE  | 8,38 WL   |
| 2     | Thobias Montler      | SWE  | 8,17 PB   |
| 3     | Strahinja Jovančević | SRB  | 8,03 NR   |
| 4     | Eusebio Cáceres      | ESP  | 7,98      |
| 5     | Serhij Nykyforow     | UKR  | 7,89      |
| 6     | Tomasz Jaszczuk      | POL  | 7,80      |
| 7     | Radek Juška          | CZE  | 7,79      |
| 8     | Wladyslaw Masur      | UKR  | 7,75      |

### Dreisprung
| Platz | Athlet         | Land | Weite (m) |
| ----- | -------------- | ---- | --------- |
| 1     | Nazim Babayev  | AZE  | 17,29 PB  |
| 2     | Nelson Évora   | POR  | 17,11 SB  |
| 3     | Max Heß        | GER  | 17,10 SB  |
| 4     | Yoann Rapinier | FRA  | 16,72     |
| 5     | Kevin Luron    | FRA  | 16,63     |
| 6     | Tomáš Veszelka | SVK  | 16,35     |
| 7     | Nathan Douglas | GBR  | 16,33     |
| 8     | Simone Forte   | ITA  | 15,54     |

### Kugelstoßen
| Platz | Athlet             | Land | Weite (m) |
| ----- | ------------------ | ---- | --------- |
| 1     | Michał Haratyk     | POL  | 21,65 EL  |
| 2     | David Storl        | GER  | 21,54 SB  |
| 3     | Tomáš Staněk       | CZE  | 21,25 SB  |
| 4     | Francisco Belo     | POR  | 20,97 PB  |
| 5     | Bob Bertemes       | LUX  | 20,70     |
| 6     | Mesud Pezer        | BIH  | 20,69     |
| 7     | Marcus Thomsen     | NOR  | 20,22     |
| 8     | Nikolaos Skarvelis | GRE  | 20,13     |

### Siebenkampf
| Platz | Athlet                  | Land | Punkte   |
| ----- | ----------------------- | ---- | -------- |
| 1     | Jorge Ureña             | ESP  | 6218 WL  |
| 2     | Tim Duckworth           | GBR  | 6156     |
| 3     | Ilja Schkurenjow        | ANA  | 6145     |
| 4     | Fredrik Samuelsson      | SWE  | 6125 PB  |
| 5     | Andreas Bechmann        | GER  | 6001     |
| 6     | Thomas Van der Plaetsen | BEL  | 5989     |
| 7     | Martin Roe              | NOR  | 5951 =NR |
| 8     | Wital Schuk             | BLR  | 5689     |